# 卡奇拉
卡奇拉（Kachhla），是印度北方邦Budaun县的一个城镇。总人口7837（2001年）。

## 人口
该地2001年总人口7837人，其中男性4366人，女性3471人；0—6岁人口1650人，其中男882人，女768人；识字率30.13%，其中男性为39.74%，女性为18.04%。